# Podlug (Chorwacja)
Podlug – wieś w Chorwacji, w żupanii zadarskiej, w mieście Benkovac. W 2011 roku liczyła 177 mieszkańców.